# Szécsi Margit
Szécsi Margit (Budapest, 1928. május 28. – Budapest, 1990. november 23.) háromszoros József Attila-díjas magyar költő, „a világ női vagánya”. Nagy László költő felesége volt, fiuk, Nagy András grafikusművész, könyvtervező.

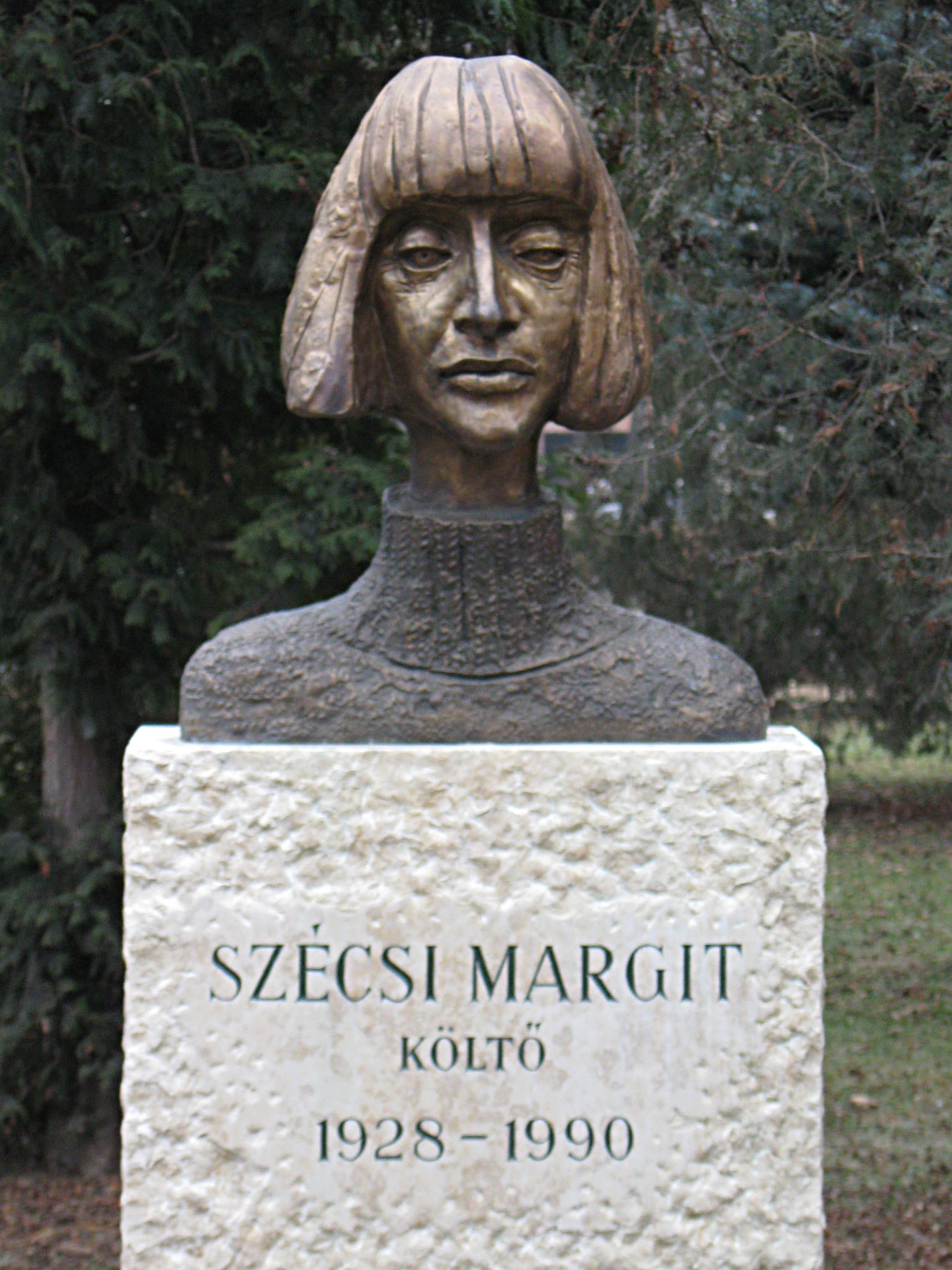
Szécsi Margit mellszobra, Kő Pál alkotása (2003) – Budapest 18. ker., Kossuth tér

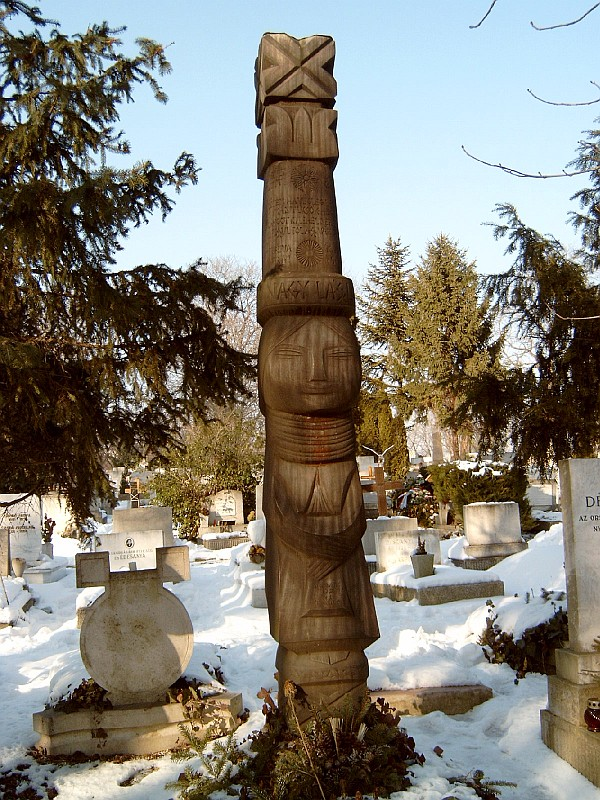
Sírja a Farkasréti temetőben (25/I-1-34). Alkotó: Szervátiusz Tibor

## Származása, családja
Pestszentlőrinci származású, édesapja asztalosmester volt. Édesanyja 2003-ban megérte 101. életévét.
Budapesten érettségizett. 1945–1948 között tisztviselő volt. 1948-ban népi kollégistaként a budapesti egyetem bölcsészkarán volt hallgató, de ebben a korszakában már verselt. A Fényes szelek nemzedékének tagja volt. 1952-ben férjhez ment Nagy László költőhöz, 1953-ban született meg fiuk, Nagy András, aki 2018-ban halt meg.

## Pályafutása
Első verse az Új Időkben jelent meg, ezt követték versei a Csillagban. A folyóirat munkatársa lett, de ezzel egyetemi tanulmányait félbeszakította. 1952-ben az épülő Sztálinvárosban fizikai munkás volt. Pécsett egy kultúrotthon vezetését vállalta el. 1955-ben jelentkezett Március című, első verseskötetével.

## Stílusa, művészete
Így írt saját magáról:
Pünkösd vasárnapján születtem, s az igaz beszéd tüzes ünnepéhez méltóan akarok a magyar szóval élni. Sokadmagammal a várakozásban megvirradva: mint hajdan, vagyok ma is elemi része a népnek.
„Törékeny alakja, királynői tartású, Kleopátra-frizurás feje a Kassák-klubban vagy a Fehérvári úti táncházban szinte hozzátartozott a táncolók forgatagához. Sokszor meghívott vendég volt, de gyakran csak jött, szerette nézni a táncosokat. Egyenrangú, bátor nő volt, nem akármilyen férfiak mellett: Nagy László, Kondor Béla, Csoóri Sándor, Juhász Ferenc, Ágh István és a nagy előd, Kassák Lajos alkották többnyire társaságát. Szép volt a csibészhercegnő a költőkirály mellett, kiegészítették egymást. Szécsi Margit nyersebb, vagányabb verseket írt, mint Nagy László, ő a külvárosból jött, munkás ősökkel”.
Szerelmi költészete művészi világának különleges erőssége. Versei szuggesztív jelképeivel maradandóak. Külvárosi gyermek- és ifjúkori élményeit fogalmazta meg dalformában, majd életszemléletének átalakulásával megváltoztak költői eszközei is, versei mozaikszerűek lettek, párhuzamosságok jelentek meg bennük. Költészetére nagy hatással volt az „új népiek”, köztük Nagy László és Juhász Ferenc költői forradalma, valamint József Attila és Kassák Lajos öröksége. Késői versei olykor a népköltészet dallamait, képeit idézik, Balassiig is visszanyúlva. A magyarság sorskérdéseivel szembesít, a személyes líra mélyén is közösségi kérdések feszülnek.
„Ünnep volt, ha megjelent a színpadon, vagy mikor kifogyhatatlan energiával ontotta nagy verseit, verskatedrálisait, mert a dalok mellett az volt az ő igazi műfaja. Nem írta, hitem szerint építette ezeket a verseket, amilyeneket ma nem ír már senki. Építette méltóságból, felelősségből, hitből és dacból, mint egy haragvó angyal.” (Tóth Erzsébet)
Verseinek jellegzetes műformája a „hosszú vers”. E versépítészeti jellemzőjét az irodalomelmélet Walt Whitman, Apollinaire, T. S. Eliot, Saint-John Perse, itthon Nagy László, Juhász Ferenc, Szilágyi Domokos költészetével rokonítja.
Szécsi Margit az avantgárd eredetű nyelvi modernitás jegyében alakította hol elégikusan fátyolozott, hol hetyke, játékos, humoros líráját. Verseinek fő szólama a teljességigény veszélyeztetettsége, a morál fenyegetettsége, a szabadsághiány személyiségtorzító volta.
Se oroszlán, se olajág,
se cifra mező –
címeremben, Uram, Uram,
se pénz, se erő,
de én hálok a világgal,
nem énvelem ő.
(Szécsi Margit: Címer)

## Művei
- Március, 1955
- Angyalok strandja, 1956
- Páva a tűzfalon; Szépirodalmi, Bp., 1958
- A trombitákat összesöprik, 1965
- Új heraldika, 1967
- A Nagy Virágvágó Gép, 1969
- Eszem a gesztenyét; Móra, Bp., 1971
- A Madaras Mérleg; Magvető, Bp., 1972
- Szent Buborék, 1974
- Birodalom; Magvető, Bp., 1976
- Mit viszel, folyó? (Válogatott versek). 1978
- A Rózsaszínű Dzsip, 1982
- Költő a Holdban (Összes versei), 1984. Elektronikus változatban olvashatók Szécsi Margit: Költő a Holdban. Összegyűjtött versek
- Betlehem-blues, 1986
- A csillagos Golgota, Budapest, 1993 (posztumusz kötet)
- Szécsi Margit válogatott versei. Holnap Kiadó, Budapest, 2002 (posztumusz kötet)
- Vadak jegyében. Összegyűjtött versek; rajz Nagy László; Holnap, Bp., 2003
- Tenger véled! Szécsi Margit prózai írásai; sajtó alá rend., jegyz. Nagy András, szöveggond., szerk., utószó Jánosi Zoltán; Holnap, Bp., 2008
- A forró szél imádata. Nagy László és Szécsi Margit egymáshoz írt versei; szerk. Nagy András, utószó Jánosi Zoltán; Magyar Napló, Bp., 2021
- Bicskám és szívem kinyitva. Szécsi Margit válogatott versei; vál., tan. Falusi Márton, graf. Nagy László; Petőfi Kulturális Ügynökség, Budapest, 2023

## Díjai, elismerései
- József Attila-díjas (1957, 1968, 1977)
- Radnóti-díj (1979)
- A beérkezett állampolgári javaslatok alapján Szécsi Margitnak ítélte a Magyar Örökség kitüntető díjat a Magyar Örökség és Európa Egyesület Magyar Örökség-díj Bírálóbizottsága. 2005. szeptember 24-én adták át e posztumusz elismerést az MTA dísztermében.[3]

## Emlékezete

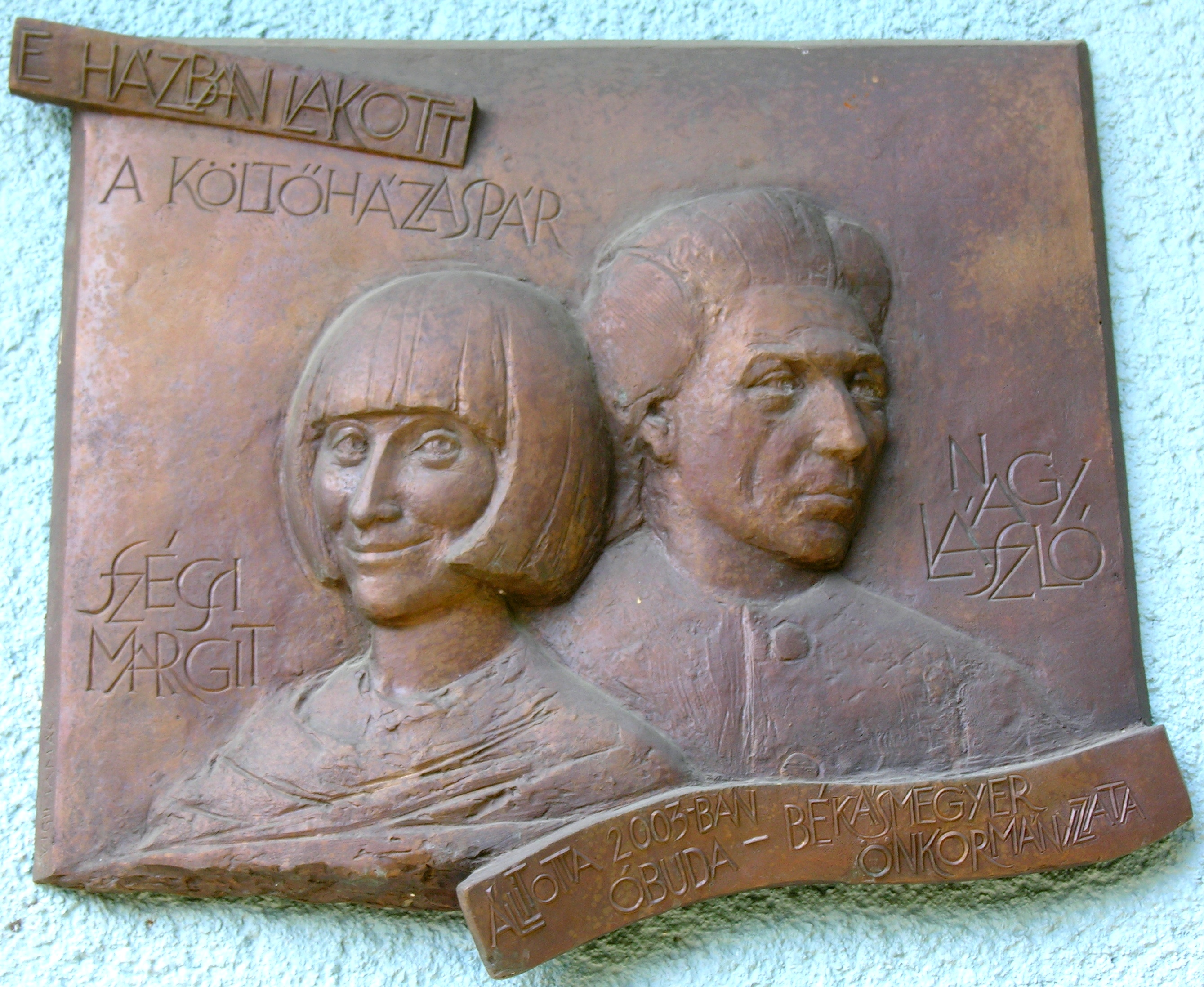
Szécsi Margit és Nagy László emléktáblája egykori lakhelyükön
Budapest, III. kerület, Árpád fejedelem útja 66.

- Születése 75. évfordulóján, 2003. május 28-án, szülőhelyén, családtagok (101 éves édesanyja, fia) jelenlétében és rangos irodalmi személyiségek részvételével Buda Ferenc költő és dr. Mester László polgármester felavatta Kő Pál szobrászművész Szécsi Margit-szobrát. Az erre az alkalomra született Lászlóffy Aladár-verset Mohai Gábor előadóművész mondta el.
- „Gyümölcsoltó” elnevezéssel – Nagy László és Szécsi Margit szellemében – 2000-ben művészeti társaság alakult a költőházaspár óbudai otthonában, amelyet fiuk, Nagy András grafikusművész szervezett. A társaságot a házaspár hagyatékát művészetükkel ápoló vagy értékrendjükhöz hű képző- és előadóművészek, filmesek, táncosok és zenészek alkotják.
- Szécsi Margit több versét Sebő Ferenc megzenésítette. A nagykanizsai Igricek[4] zenekar és a Csernobil 4-es Blokk[5] együttes – utóbbi popzenei stílusban - dolgozott fel verseiből.
- A házaspár és képzőművész-költő barátjuk nevét viseli a „Kondor Béla-Nagy László-Szécsi Margit Vers- és Prózamondó Verseny”.[6]
- Budapesten két – Nagy Lászlóval közös – emléktáblája is megtalálható. Mindkettőt egykori lakóhelyükön helyezték el. Az egyik Zuglóban, a másik a Óbudán található.

Férjével Nagy László költővel közös sírban nyugszanak a budapesti Farkasréti temetőben.